# COVID-19 на Ямайке
Пандемия коронавируса 2020 года на Ямайке является частью глобальной пандемии коронавирусной болезни (COVID-19), инфекционного заболевания, вызванного тяжёлым острым респираторным синдромом коронавируса (SARS-CoV-2).
12 января 2020 года Всемирная организация здравоохранения (ВОЗ) подтвердила, что новый коронавирус был причиной респираторного заболевания в группе людей в городе Ухань, провинция Хубэй, Китай, о чём было сообщено ВОЗ 31 декабря 2019 года.
Коэффициент летальности в случае COVID-19 был значительно ниже, чем при атипичной пневмонии в 2003 году, но передача была значительно выше, при этом и общее число погибших было довольно значительным.
Пандемия коронавируса 2019–2020 годов была подтверждена на Ямайке 10 марта 2020 года; и совпадает во времени с продолжающейся эпидемией лихорадки денге в Латинской Америке и регионе Карибского бассейна в 2019–2020 гг..

## Хронология

### Март 2020 года
10 марта 2020 года Министерство здравоохранения и благополучия подтвердило первый случай заболевания на Ямайке, у пациентки, которая прибыла из Соединённого Королевства 4 марта. Министр здравоохранения сообщил, что пациентка находится в изоляции с 9 марта после проявления респираторных симптомов. После обновления введённый запрет на поездки был расширен и теперь включает Францию, Германию и Испанию.
11 марта министр здравоохранения страны Кристофер Тафтон подтвердил второй случай "импортированного коронавируса".
13 марта страна объявила о шести новых случаях заболевания — включая отца и ещё одну подругу первой пациентки. Позже в тот же день Правительство объявило, что община Булл Бей — где состоялись похороны первого пациента — была помещена на карантин на 14 дней. Поскольку в четырёх случаях речь шла о пациентах, путешествующих в Великобританию или из неё, Министр иностранных дел Камина Джонсон-Смит объявила, что запрет на поездки будет расширен и охватит Великобританию.
15 марта Министерство здравоохранения и оздоровления подтвердило, что было зарегистрировано 19 предполагаемых случаев заболевания, и что пациенты прошли тестирование. Из 19 предполагаемых случаев заболевания только два пациента были подтверждены как носители вируса — один из них был родом из Тринидада и Тобаго, а другой имел "отслеженный контакт с нулевым пациентом".
16 марта Министерство здравоохранения и благополучия и канцелярия премьер-министра сообщили, что было зарегистрировано пять предварительно подтверждённых случаев заболевания.
17 марта Минздрав и канцелярия премьер-министра подтвердили ещё один случай - кто-то присутствовал на тех же похоронах, что и пациент 1.
18 марта главный врач Ямайки подтвердил факт первой смерти от COVID-19 в стране.  На той же пресс-конференции Министерство здравоохранения подтвердило ещё два случая заболевания.
19 марта Министерство здравоохранения подтвердило ещё один случай заболевания, общее число случаев дошло до 16.
20 марта Министерство здравоохранения и благополучия подтвердило ещё три случая заболевания, в результате чего общее число случаев заболевания достигло 19 (из которых пять случаев были связаны с местной передачей инфекции).
23 марта Министерство здравоохранения и благополучия подтвердило ещё два случая заболевания, в результате чего общее число заболевших достигло 21. Из двух новых случаев один был идентифицирован с помощью отслеживания контактов и был обнаружен в непосредственной близости от двух пациентов.
24 марта Министерство здравоохранения и благополучия подтвердило ещё четыре случая заболевания, в результате чего общее число таких случаев достигло 25.
25 марта Министерство здравоохранения и благополучия подтвердило ещё один случай заболевания, в результате чего общее число заболевших достигло 26 человек.
27 марта Министерство здравоохранения и благополучия подтвердило ещё четыре случая заболевания, доведя их общее число до 30.
28 марта Министерство здравоохранения и благополучия подтвердило ещё два случая заболевания, в результате чего общее число заболевших достигло 32.
29 марта Министерство здравоохранения и благополучия подтвердило ещё четыре случая заболевания, в результате чего общее количество заболевших достигло 36, включая двух пациенток с историей поездок из штата Нью-Йорк, и первого медицинского работника. Правительство также сообщило о выздоровлении первого пациента на Ямайке.
31 марта Министерство здравоохранения и благополучия подтвердило ещё два случая заболевания, в результате чего общее число заболевших достигло 38, включая одного пациента с историей поездок из Бостона и Атланты; и первого пациента в возрасте до 18 лет. В том же релизе Министерство здравоохранения объявило о второй смерти, связанной с коронавирусом, ранее выздоравливающего пациента, который, как было установлено, умер от остановки сердца; и второго выздоровевшего пациента, который был с этого момента выписан из больницы.

### Апрель 2020 года
По состоянию на 1 апреля Министерство здравоохранения и благополучия подтвердило ещё шесть случаев заболевания, в результате чего общее число таких случаев достигло 44. Все шесть случаев заболевания относятся к сообществу Корн Пис в Хайесе, округ Кларендон, которая находится на карантине с 19 марта. Ранее в тот же день министр здравоохранения написал в своём твиттере, что страна "сообщила о ещё одной смерти, связанной с COVID-19" (англ. "had reported another COVID-19 related death").
2 апреля Министерство здравоохранения и благополучия подтвердило ещё три случая заболевания, в результате чего общее число заболевших достигло 47. Среди пациентов — супружеская пара в возрасте 70 лет с историей путешествий из Нью-Йорка и 32-летний мужчина без известной истории путешествий.
3 апреля Министерство здравоохранения и благополучия подтвердило ещё шесть случаев заболевания, в результате чего общее число заболевших достигло 53. Из этих случаев: четыре были определены как возникшие в результате контакта с подтверждённым случаем, один с историей поездок из штата Нью-Йорк, а другой ещё не определён. Министерство здравоохранения также подтвердило выздоровление и выписку пяти пациентов, что довело общее число выздоровевших до 7.
4 апреля Министерство здравоохранения и благополучия подтвердило ещё два случая заболевания, в результате чего общее число заболевших достигло 55. В число этих пациентов входят 73-летняя женщина, которая контактировала с подтверждённым случаем заболевания, и 63-летняя женщина, способ передачи инфекции к которой находится в стадии расследования. В более позднем твите Министерство подтвердило выздоровление и выписку ещё одного пациента, доведя общую сумму выздоровевших до 8.
5 апреля Министерство здравоохранения и благополучия подтвердило ещё три случая заболевания, в результате чего общее число заболевших достигло 58. Среди пациентов были 52-летний мужчина с историей путешествий из Бразилии, 41-летняя женщина с историей путешествий из штата Нью-Йорк, и 41-летняя женщина без истории путешествий.
6 апреля Министерство здравоохранения и благополучия подтвердило ещё один случай заболевания, в результате чего общее число заболевших достигло 59 человек. Пациент - 43-летний мужчина, не имеющий известной истории путешествий; его способ передачи инфекции изучается.
7 апреля Министерство здравоохранения и благополучия подтвердило ещё 4 случая заболевания, в результате чего общее число таких случаев достигло 63. Новые пациенты — все из Кингстона — две 48-летние женщины, 26-летняя женщина и 26-летний мужчина; все они, как было установлено, вступили в контакт с подтверждённым случаем. Министерство здравоохранения также подтвердило выздоровление и выписку ещё двух пациентов, доведя общее число выздоровевших до 10.
8 апреля Министерство здравоохранения и благополучия подтвердило ещё одну смерть, связанную с COVID-19, в результате чего общее число погибших достигло 4. Министерство здравоохранения также отметило выздоровление и выписку ещё двух пациентов, в результате чего общее число выздоровевших достигло 12.
9 апреля Министерство здравоохранения и благополучия объявило, что общее число выздоровевших и выписанных составило 13 человек.
10 апреля Министерство здравоохранения и благополучия подтвердило ещё два случая заболевания, в результате чего общее число заболевших достигло 65. В число новых пациентов входят: 50-летняя женщина из Сент-Джеймса с историей путешествий из Нью-Йорка и 21-летняя девушка из Сент-Кэтрин, способ передачи инфекции которой в настоящее время исследуется.
11 апреля Министерство здравоохранения и благополучия подтвердило ещё четыре случая заболевания, в результате чего общее число заболевших достигло 69. Среди новых пациентов были: 52-летний мужчина и 73-летний мужчина из Манчестера, которые оба контактировали с подтверждённым случаем; 46-летняя женщина из Кларендона, которая контактировала с подтверждённым случаем; и 19-летний мужчина также из Кларендона, способ передачи инфекции у которого в настоящее время исследуется.
12 апреля Министерство здравоохранения и благополучия подтвердило ещё три случая заболевания, в результате чего общее число заболевших достигло 72. В число новых пациентов входят: 17-летний мужчина из Сент-Энн, способ передачи у которого исследуется; 52-летняя женщина из Кингстона, которая контактировала с предыдущим пациентом; и 65-летний мужчина из Сент-Элизабет, который контактировал с туристами, и чей способ передачи исследуется. Одновременно Министерство объявило о выздоровлении и выписке трёх пациентов, доведя общее число выздоровевших до 16.
13 апреля Министерство здравоохранения и благополучия подтвердило ещё один случай заболевания, в результате чего общее число заболевших достигло 73 человек. Этим пациентом стал 52-летний мужчина из Кингстона, который имел контакт с подтверждённым случаем заболевания. Одновременно Министерство объявило о выздоровлении и выписке ещё трёх пациентов, доведя общее число выздоровевших до 19.
14 апреля Министерство здравоохранения и благополучия подтвердило ещё 32 случая заболевания, доведя их общее число до 105. Это стало самым большим увеличением ежедневных подтверждённых случаев заболевания на сегодняшний день. Новые случаи заболевания включают в себя: 5 мужчин и 27 женщин в возрасте от 19 до 70 лет; и способ передачи инфекции у них различен. Большинство случаев связано с колл-центром в Портморе, округ Сент-Кэтрин. В ответ Правительство Ямайки объявило недельный запрет на посещение округа Сент-Кэтрин. В более позднем релизе Министерство здравоохранения объявило о пятой смерти, связанной с COVID-19; а также о выздоровлении и выписке ещё двух пациентов, доведя общее число выздоровевших до 21.
15 апреля Министерство здравоохранения и благополучия подтвердило ещё 20 случаев заболевания, в результате чего общее число таких случаев достигло 125. В число новых случаев заболевания входят: 5 мужчин и 15 женщин в возрасте от 2 до 43 лет, причём способ передачи инфекции варьируется. Как самые молодые, так и самые старые пациенты в этой последней "партии" были "импортированными случаями", в то время как остальные 18 связаны со вспышкой, объявленной в колл-центре Алорика 14 апреля. По данным Министерства здравоохранения, на сегодняшний день насчитывается 52 случая заболевания, связанных с этим единственным учреждением.
16 апреля Министерство здравоохранения и благополучия подтвердило ещё 18 случаев инфицирования, в результате чего общее число заболевших достигло 143. Новые случаи заболевания включают в себя: 5 мужчин и 13 женщин в возрасте от 4 до 56 лет. По данным министерства, большинство случаев заболевания предположительно связаны со вспышкой болезни, объявленной в колл-центреАлорика 14 апреля. Министерство здравоохранения в последующем релизе объявило, что один из его сотрудников получил положительный результат на новый коронавирус; и что его головные офисы будут закрыты 17 апреля для уборки, и что персонал (в том числе постоянный секретарь Данстен Брайан) отправлен на домашний карантин. Было также объявлено, что министр здравоохранения получил отрицательный результат на тестировании по вирусу. По состоянию на 21:17 по местному времени также было зафиксировано 25 случаев выздоровления, сообщается на сайте министерства здравоохранения.
17 апреля Министерство здравоохранения и благополучия подтвердило ещё 20 случаев заболевания, в результате чего общее число заболевших достигло 163. В число новых случаев заболевания входят: две женщины-сотрудницы колл-центра Алорика в возрасте 33 и 19 лет; и 42-летний мужчина, способ передачи у которого в настоящее время расследуется. Минздрав пока не раскрывает подробностей по остальным 17 пациентам.
18 апреля Министерство здравоохранения и благополучия подтвердило ещё 10 случаев заболевания, в результате чего общее число заболевших достигло 173. Сообщается, что в число 10 новых случаев заболевания и 17 случаев, по которым 17 апреля не было предоставлено никаких подробных данных, входят: 18 женщин и 9 мужчин, в основном из возрастной группы 20-29 лет. Согласно пресс-релизу, 22 из 27 случаев заболевания — это работники колл-центра Алорика в Портморе и 2 — контакты указанных сотрудников. Кроме того, Министерство здравоохранения сообщило о выздоровлении и выписке ещё двух пациентов, в результате чего общее число выздоровевших достигло 27.
19 апреля Министерство здравоохранения и благополучия подтвердило ещё 23 случая заболевания, в результате чего общее число заболевших достигло 196; никаких подробностей о пациентах предоставлено не было. По данным Министерства, 95 случаев заболевания "связаны с кластером рабочих мест".
20 апреля Министерство здравоохранения и благополучия подтвердило ещё 27 случаев заболевания, в результате чего общее число таких случаев достигло 223. Из новых пациентов 19 женщин, 8 мужчин; 26 из 27 человек связаны с тем же "кластером рабочих мест", объявленным 14 апреля (в результате чего общее число случаев, связанных со вспышкой в колл-центре, составило 120).
21 апреля Министерство здравоохранения и благополучия подтвердило ещё 10 случаев заболевания, в результате чего общее число таких случаев достигло 233. Из новых пациентов 5 являются сотрудниками Министерства здравоохранения (доведение этого кластера рабочих мест до 6), а ещё 3 связаны с кластером рабочих мест в Портморе.
22 апреля Министерство здравоохранения и благополучия подтвердило ещё 19 случаев заболевания, в результате чего общее число заболевших достигло 252.
23 апреля Министерство здравоохранения и благополучия подтвердило ещё 5 случаев заболевания, что довело общее число до 257, а также дополнительно ряд лиц выздоровели и выписались — это число в целом дошло до 28. В последующем обновлении данных Министерство здравоохранения объявило о седьмой смерти от коронавируса в стране — 4-летний пациент скончался в Корнуоллской региональной больнице в Монтего-Бей.
24 апреля Министерство здравоохранения и благополучия подтвердило ещё 31 случай заболевания, в результате чего общее число заболевших достигло 288.
25 апреля Министерство здравоохранения и благополучия подтвердило ещё 17 случаев заболевания, в результате чего общее число таких случаев достигло 305. Среди новых пациентов 6 мужчин и 11 женщин в возрасте от 21 до 59 лет. Кроме того, 12 из этих пациентов являются сотрудниками, связанными со вспышкой заболевания на рабочем месте в Портморе; было установлено, что 3 из них контактировали с подтверждённым случаем заболевания; а остальные двое расследуются. На сегодняшний день 165 из 305 обращений связаны с колл-центром Алорика.
26 апреля Министерство здравоохранения и благополучия подтвердило ещё 43 случая заболевания, в результате чего общее число таких случаев достигло 348. Это был самый большой рост ежедневных подтверждённых случаев заболевания на сегодняшний день. В том же пресс-релизе Министерство здравоохранения объявило о расследовании смерти молодой матери, которая скончалась от осложнений после родов, после того как её, как сообщается, выгнали из нескольких государственных и частных больниц из-за того, что у неё появились симптомы COVID-19. Министерство здравоохранения первоначально сообщило о 45 новых случаях заболевания (общее число дошло до 350), но впоследствии это было пересмотрено.
27 апреля Министерство здравоохранения и благополучия подтвердило ещё 16 случаев заболевания, в результате чего общее число таких случаев достигло 364. Из новых пациентов: 7 мужчин и 9 женщин; возраст варьируется от 3 до 77 лет. Семь пациентов связаны с кластером рабочих мест в Портморе, один пациент был определён как контакт подтверждённого случая заболевания, а остальные 8 пациентов находятся в стадии расследования их способа передачи. В ходе подробного брифинга для прессы министр здравоохранения добавил, что 182 из подтверждённых случаев заболевания были "связаны с кластером рабочих мест"; и что на сегодняшний день был протестирован в общей сложности 3621 образец, а результаты 26 ещё не получены. Министерство здравоохранения также подтвердило выздоровление и выписку ещё одного пациента, общее число выздоровевших достигло 29.
28 апреля на сайте Министерства здравоохранения и благополучия был зарегистрирован 381 подтверждённый случай заболевания (увеличение на 17).
29 апреля Министерство здравоохранения и благополучия подтвердило ещё 15 случаев заболевания, в результате чего общее число заболевших достигло 396. Из 32 новых пациентов, подтверждённых в течение 48-часового периода: 11 мужчин и 25 женщин; их возраст варьируется от 1 до 71 года. Пятнадцать пациентов связаны с кластером рабочих мест в Портморе; 11 пациентов определены как контакты подтверждённого случая; 1 определён как импортированный случай; а остальные пять находятся на этапе расследования передачи. На сегодняшний день 245 случаев были прямо или косвенно связаны с вышеупомянутым кластером рабочих мест.
30 апреля Министерство здравоохранения и благополучия подтвердило ещё 26 случаев заболевания, в результате чего общее число таких случаев достигло 422. Из новых пациентов 9 мужчин и 17 женщин; причём возраст их колеблется от 8 месяцев до 63 лет. 12 пациентов прямо или косвенно связаны с кластером рабочих мест в Портморе; 6 пациентов являются контактами подтверждённых случаев заболевания, а остальные 8 в стадии расследования способа передачи инфекции. Министерство здравоохранения также объявило, что 19 его сотрудников получили положительный результат на COVID-19; и ещё одна смерть была связана с COVID-19, в результате чего общее число смертей достигло 8.

### Май 2020 года
1 мая Министерство здравоохранения и благополучия подтвердило ещё 10 случаев заболевания, в результате чего общее число таких случаев достигло 432. Среди новых пациентов было 2 мужчины и 8 женщин в возрасте от 2 до 49 лет. Восемь пациентов прямо или косвенно связаны со вспышкой заболевания на рабочем месте в Портморе; а у оставшихся двух пациентов исследуются каналы передачи инфекции. Министерство здравоохранения также объявило о выздоровлении и выписке ещё двух пациентов, что привело общее число выздоровевших к 31.
2 мая Министерство здравоохранения и благополучия подтвердило ещё 31 случай заболевания, в результате чего общее число заболевших достигло 463. Из новых пациентов 11 мужчин и 20 женщин; и они варьируются в возрасте от 8 до 72 лет. Двенадцать пациентов прямо или косвенно связаны с кластером рабочих мест в Портморе; а у остальных девятнадцати исследуются способы передачи инфекции. Кроме того, министерство здравоохранения объявило о выздоровлении и освобождении ещё двух пациентов, в результате чего общее число выздоровевших достигло 33.
3 мая Министерство здравоохранения и благополучия подтвердило ещё 6 случаев заболевания, в результате чего общее число таких случаев достигло 469. Среди новых пациентов — 4 мужчины и 2 женщины в возрасте от 9 до 37 лет. Все случаи заболевания происходят из округа Сент-Мэри и являются контактами подтверждённых случаев заболевания. Министерство здравоохранения также сообщило о девятой смерти, связанной с коронавирусом (73-летний мужчина из Кингстона); а также о выздоровлении и выписке ещё пяти пациентов, в результате чего общее число выздоровевших достигло 38.

## Действия правительства

### Январь - февраль 2020 года
Правительство объявило запрет на поездки между Китаем и Ямайкой. Все люди, въезжающие на Ямайку из Китая, будут подвергнуты немедленному карантину в течение по крайней мере 14 дней, и любой, кому разрешили приземлиться и у него будут обнаружены симптомы вируса, будет немедленно изолирован. В соответствии с новой политикой 19 гражданам Китая, прибывшим в международный аэропорт Норман Мэнли вечером 31 января, было отказано во въезде, они помещены на карантин и 1 февраля улетели назад в Китай.

### Март 2020 года
12 марта премьер-министр Эндрю Холнесс распорядился закрыть все начальные и средние школы на 14 дней.
13 марта премьер-министр объявил о необходимости специальных полномочий для борьбы с дальнейшим распространением COVID-19. Он сказал, что страна ожидает 100 кубинских медсестёр для оказания помощи и вербовки отставных медицинских работников.
17 марта Правительство Ямайки издало директивы о работе на дому для несущественных работников на Ямайке.
19 марта правительство Ямайки поместило на карантин сообщество Корн Пис в округе Хэйес, округ Кларендон; здесь проживал пациент, который скончался от этой болезни 18 марта.
20 марта Правительство Ямайки объявило, что все морские порты и аэропорты будут закрыты для въездного движения в течение 14 дней, начиная с 21 марта. Министерство здравоохранения и благополучия объявило, что оно будет готовить студентов-медиков последнего курса и отставных врачей-практиков для "поддержки клинических и надзорных мероприятий".
23 марта Правительство Ямайки ввело порядок пребывания на дому для всех граждан Ямайки и жителей страны в возрасте 75 лет и старше сроком на 14 дней; этот режим вступил в силу 25 марта. Премьер-министр Эндрю Холнесс также объявил, что все работники государственного сектора в возрасте 65 лет и старше должны работать на дому; закрытие школ продлится до конца пасхального семестра (8 апреля); и что все лица, въехавшие в страну 18 марта, будут помещены на дополнительный 14-дневный карантин.
25 марта министр финансов и государственной службы Найджел Кларк объявил в парламенте об учреждении многомиллиардной программы по COVID-19 по распределению ресурсов для работников (CARE (рус. забота), COVID-19 Allocation of Resources for Employees), которая направлена на оказание финансовой помощи работникам и бизнесу, пострадавшим от пандемии. Программа начнёт действовать с 9 апреля.
30 марта правительство Ямайки объявило о введении комендантского часа на всех островах, начиная с 1 апреля, для борьбы с тем, что, по их мнению, было "усилением движения в выходные дни". Комендантский час, с 8 часов вечера до 6 часов утра каждого дня, должен закончиться 8 апреля.

### Апрель 2020 года
3 апреля премьер-министр Эндрю Холнесс подтвердил, что из 7000 человек, прибывших на Ямайку в период с 18 по 24 марта, 4500 не явились в Министерство здравоохранения и социального обеспечения в соответствии с требованиями Закона об управлении рисками стихийных бедствий, несмотря на многочисленные просьбы. В ответ на их неявку он объявил, что Агентству по вопросам пассивности, иммиграции и гражданства было дано указание не разрешать указанным лицам покидать страну. Лица, не явившиеся в Министерство здравоохранения, если их обнаружат, будут наказаны штрафом в размере до 1 миллиона долларов и/или тюремным заключением, а если их обнаружат, то могут быть принудительно помещены в государственные карантинные учреждения. В тот же день министр здравоохранения и благополучия Кристофер Тафтон объявил в парламенте, что эти лица в конечном счёте могут быть названы в прессе.
3 апреля премьер-министр Эндрю Холнесс также объявил, что к 1 мая страна должна получить 25 дополнительных аппаратов искусственной вентиляции лёгких, увеличив их число до 105. Премьер-министр и министр иностранных дел Камина Джонсон-Смит указали, что ряд аппаратов искусственной вентиляции лёгких, масок N95, другого медицинского оборудования и немедицинской поддержки получают за счёт пожертвований от международных партнёров, включая Европейский союз, Южную Корею, Китай и МАГАТЭ. Министр Джонсон-Смит добавила, что США пожертвовали 700 000 долларов США (95 млн ямайских долларов), которые пойдут на национальный ответ COVID-19; распределение средств будет направлено новой организации — Координационному комитету внешней поддержки.
5 апреля министр культуры, спорта, развлечений и гендерных вопросов Оливия Грейндж объявила, что 12 апреля состоится телемарафон с целью сбора 10 миллионов долларов США для финансирования правительственных мер против коронавируса. В последующих репортажах она раскрыла подробности и состав участников шоу.
6 апреля главный медицинский директор доктор Жаклин Бисасор Маккензи опубликовала руководящие принципы использования масок после аналогичных заявлений Центров по контролю и профилактике заболеваний США и Всемирной организации здравоохранения.
17 апреля министр туризма Эдмунд Барлетт объявил о шестимесячном моратории на оплату лицензий и сборов организациями туристического сектора (в результате чего правительство потеряло 9,7 млн ямайских долларов). Он также подтвердил, что все 160 000 человек, непосредственно занятых в секторе туризма, получат выгоду от правительственного пакета стимулирующих мер.
24 апреля Центральный банк страны (Банк Ямайки) объявил о приостановке выплат дивидендов в течение 2020 финансового года.
27 апреля Министерство здравоохранения и благополучия объявило, что приказы, предписывающие карантин для сотрудников Alorica, остаются в силе. На сегодняшний день на сотрудников Alorica и их контакты приходится почти 60 % всех случаев заболевания COVID-19 во время пандемии.